# Johana Krtičková
Johana Krtičková (* 23. června 1998[zdroj?]) je česká herečka.
Od svých čtyř let veřejně vystupuje. Její první rolí byla Lucinka v televizním seriálu Pojišťovna štěstí, účinkovala i v seriálu Rodinná pouta. Hraje i ve filmech a televizních reklamách a také v Činoherním klubu ve hře U Kočičí bažiny. Kromě hraní nadabovala řadu postav ve filmech (většinou animovaných).. 
Je absolventkou Vyšší odborné školy herecké v Praze a nyní studuje obor Produkce na Divadelní fakultě Akademie múzických umění v Praze.
Je dcerou dabérky Hany Krtičkové. Se svým bratrem Štěpánem, který také hraje ve filmech, se často setkává při dabingu.
Dle svých slov hraje na housle asi od svých pěti let, občas i na koncertech, učí se zpívat a herectví ji baví. Žije v Dřetovicích.

## Herecké role

### Film
- 2006 Swingtime (televizní film) – holčička
- 2007 O dívce, která šlápla na chléb (televizní film) – Smrďulka
- 2007 Kdo hledá, najde (televizní filmová pohádka) – malá princezna Fialinka
- 2008 O perníkové chaloupce (krátká televizní pohádka) – Mařenka
- 2009 Peklo s princeznou – malá princezna Aneta
- 2009 Na půdě aneb Kdo má dneska narozeniny? – holčička
- 2011 Čtyřlístek ve službách krále

### Televizní seriály
- 2004–2010 Pojišťovna štěstí – Lucinka
- 2004 Rodinná pouta – Lucinka Hrušková
- 2009 Poste restante – Jana Kerclová
- 2010 Špačkovi v síti času – Klementinka, dcera Garibaldiniho

### Divadlo
- Činoherní klub, Praha:
  - Marina Carr: U Kočičí bažiny (2009–…) – Josie Kilbridová (alternuje)[5]

## Dabing

### Filmy
- 2005 Slonisko a medvídek Pú – Slonisko Fufík (Kyle Stanger)
- 2006 Bambi 2 – Dupíkova sestra
- 2006 Happy Feet – malá Glorie (Alyssa Shafer)
- 2007 Aristokočky - Marie (Liz English)
- 2007 Kouzelná romance – Morgana (Rachel Covey)
- 2007 Robin Hood - Tagalong (Dori Whitaker)
- 2016 Tajemství třetí planety – Alenka